# Gorochowskoje
Gorochowskoje (ros. Гороховское) – wieś w Rosji, w rejonie szeksnińkim obwodu wołogodzkiego. W 2010 r. liczyła 6 mieszkańców.